# Río Chamlyk (Labá)
El río Chamlyk (del ruso: Чамлык) es un río del krai de Krasnodar en el sur de Rusia, afluente por la derecha del río Labá, que es tributario del río Kubán. Discurre por el territorio de los raiones de Labink y Kurgáninsk.

## Curso
Tiene unos 159 km de longitud Nace en las vertientes septentrionales del monte Chorni en las estribaciones del norte del Cáucaso, entre Otvazhnaya y Bestrashnaya. En su curso superior, en el que predomina la dirección norte, tiene características de río de montaña, mientras que en su curso medio e inferior, en el que predomina la dirección noroeste, es un río de estepa. Tiene importancia en el sistema de regadío de la estepa de Labinsk, pues lleva mucha agua en las temporadas de primavera y verano. Desemboca en la orilla derecha del Labá a la altura de Temirgóyevskaya.
En su curso, de nacimiento a desembocadura, atraviesa las siguientes localidades: Upornaya (donde recibe por la izquierda al Okart), Sladki, Rozovi, Voznesénskaya (donde recibe al Griaznuyja Pervi por la derecha), Yerióminskaya. Jachivan, Jlebodarovski, Sokolijin, Novolabinski, Chamlykskaya, Loboda, Konstantínovskaya, Krásnoye Pole, Mijáilovskaya, Krásnoye Znamia, Petropávlovskaya y Temirgóyevskaya.